# Păntești
Păntești falu Romániában, Erdélyben, Fehér megyében.

## Fekvése
Lepus közelében fekvő település.

## Története
Pănteşti korábban Lepus része volt, 1956 körül vált külön 312 lakossal.
1966-ban 185, 1977-ben 156, 1992-ben 124, 2002-ben pedig 117 román lakosa volt.